# Газице
Газице (словен. Gazice) су насељено место у општини Брежице, Посавска регија, Словенија.

## Историја
До територијалне реорганизације у Словенији биле су у саставу старе општине Брежице.

## Становништво
У попису становништва из 2011. године, Газице су имале 146 становника.
| Број становника према пописима | Број становника према пописима | Број становника према пописима |
| ------------------------------ | ------------------------------ | ------------------------------ |
| 1991                           | 2002                           | 2011                           |
| 79                             | 102                            | 146                            |

## Галерија
- сеоске куће
- река Крка
- виногради
- пејзаж